# Hitomi (Dead or Alive)
Hitomi es un personaje de la serie de videojuegos de lucha Dead or Alive, ha aparecido en todas las entregas de la saga a partir de Dead or Alive 3.
Hitomi es de ascendencia japonesa y alemana, y regularmente entra en los torneos de lucha Dead or Alive para probar sus habilidades contra otros artistas marciales, o por razones personales. El personaje ha sido bien recibido por los críticos del juego por su atractivo sexual y personalidad.

## Historia

### DOA 3
La dulce Hitomi practicó desde que era una niña karate alemán bajo la tutela de su padre, quién era un maestro de esta arte marcial, ella siempre quiso participar en el torneo Dead or Alive, pero su padre no le permitió concursar en las primeras dos ediciones del torneo debido a que era menor de edad. Poco tiempo antes de que cumpliera los 18 su familia y ella encontraron a un hombre inconsciente en la selva Negra. El muchacho ¿quién era? Ein el clon del ninja Hayate creado por DOATEC. Fue llevado a casa de Hitomi y, sin acordarse de nada, rápidamente aprendió karate en el dojo de su padre, pero un día desapareció. Al enterarse estos de que participaba en Dead or Alive, el padre de Hitomi al fin la dejó concursar con la finalidad de que encontrara a Ein, y le pidiera volver a Alemania, Hitomi feliz, porque al fin enfrentaría a poderosos oponentes y demostraría sus habilidades llegó a la tercera edición del torneo. En él se encuentra a Jann Lee, quien, al igual que ella, deseaba mostrar sus habilidades frente a los demás y lo logró derrotar, más tarde en las finales del torneo encontró a Ein, a quien le pidió que regresara a Alemania pero este le contestó que había recuperado la memoria y regresó a su aldea en Japón, aceptando su decisión se enfrentaron en un combate que Hitomi ganó, lo que le demostró a su padre su nivel de competitividad.

### DOA 4
Una repentina enfermedad abatió al padre de Hitomi que era propietario de un buen dojo de karate, y aunque ya se encontraba recuperado la familia tuvo que enfrentar serios problemas económicos. Como resultado de esto Hitomi decidió participar por segunda ocasión en el torneo Dead or Alive con la finalidad de ganar el dinero del premio y saldar todas las deudas de la familia. Durante el cuarto torneo Dead or Alive ella paseó tranquilamente por las calles de una ciudad china y encontró una lechuga en un puesto de frutas y verduras que quiso comprar pero como no hablaba chino no se pudo entender con el vendedor, en eso llegó Lei Fang y la compró rápidamente ya que esta es de China, Hitomi furiosa la desafió a combate y la derrotó, más tarde encontró a Jann Lee quien la defendió de un enorme dinosaurio pero al ver esta que dañó al dinosaurio se disgustó y lo derrotó en combate, finalmente encontró a Hayate y le pidió una vez más que regresara a Alemania a enseñar karate pero él volvió a rechazar su oferta, como resultado se enfrentaron e Hitomi lo derrotó por segunda ocasión, aunque no logró ganar el torneo su familia se recuperó económicamente.

## Recepción
Hitomi ha sido un personaje favorito de los fanáticos desde su introducción en 2001. Fue votada como el quinto personaje más popular de la serie Dead or Alive en una encuesta en línea realizada por Koei Tecmo en 2014, y se ubicó séptimo en la misma encuesta en 2015. Bryan Johnson de GameSpy colocó colectivamente a los personajes femeninos de la serie en segundo lugar en su clasificación de 2003 de "las diez mejores nenas en juegos", ilustrada con un render de Hitomi en bikini. "El sexo se vende, y Tecmo estaba listo y dispuesto a vender la idea de las chicas sexy y virtuales a las masas". El personal del Equipo Xbox calificó a la "eliminatoria de Hitomi" como la cuarta mejor "Nena "en 2004, colocándola sobre el ícono de DOA, Kasumi. Wesley Yin-Poole de Videogamer.com la incluyó entre las diez mejores" jugadas de videojuegos "en 2010." No le importa usar bikinis, ella tiene un ambiente de colegiala inocente pasando. Eso es todo". IGN.com describió a Hitomi como parte de una serie semanal de "Girls de DOA" en 2004, enumerando sus atributos favoritos del personaje, como su diadema y su vestimenta informal: "Los vaqueros y chaqueta de denim demuestran que es una Chica trabajadora, no una debutante como algunas de las otras mujeres de DOAU ". Además, alabaron a su "perdida "En la película de 1994 The Next Karate Kid. "Claro, es cursi, pero por alguna razón, también es atractivo". El sitio comentó en 2010: "Hitomi se acerca a cada nuevo día con optimismo característico. Algunas de las otras chicas de DOA podrían aprender algo de ella".
GameSpot describió a Hitomi como "no particularmente única, excepto por el hecho de que nos recuerda constantemente a Buffy, la asesina de vampiros". GamesRadar, en 2012, calificó a Dead or Alive 3 entre sus "juegos de Xbox que dieron forma a una generación" por sus "bellezas grandes para pelear en el cielo del cosplay", al tiempo que expresaron su preferencia por la "nueva chica Hitomi". Cheat Code Central presentó a su sexta con Ayane en su lista de 2011 de los diez personajes de videojuegos femeninos más atractivos, mientras que la revista oficial de Xbox eligió a Hitomi y Leifang como una pareja "que probablemente tenga una experiencia universitaria". Gavin Mackenzie de Play dijo que los senos de Hitomi eran dos de las diez mejores cosas que uno podría esperar ver en Dead or Alive 5. "Siguen siendo populares entre aquellos que valoran un poco, pero en realidad solo un poco, más modestia". Hitomi se unió a Leifang, Kasumi y Ayane en un empate de cuatro vías por décimo en la edición española de la selección de "videojuegos de video" de IGN 2011, y el tabloide polaco Fakt la exhibió entre las "damas sexy" de Videojuegos en 2009.

## Apariciones
- Doa 3:Xbox.
- Doa 2 Ultimate (Remake):Xbox.
- Doa Xtreme Beach Volleyball: Xbox
- Doa 4:Xbox 360.
- Doa Xtreme Beach 2: Xbox 360
- Doa Paradise:PSP.
- Doa Dimensions:Nintendo 3DS.
- Doa Online:PC.
- Doa 5:PlayStation 3 y Xbox 360.
- Doa 5 Ultimate:PlayStation 3 y Xbox 360.
- Doa 5 Last Round: PlayStation 3 (Digital). Xbox 360 (Digital). PlayStation 4. Xbox One. PC
- Doa Xtreme Beach 3: PlayStation 4. PlayStation Vita. Nintendo Switch
- Doa 6: PlayStation 4. Xbox One. PC